# 莲卡·昆佐娃
莲卡·昆佐娃（捷克語：Lenka Kuncová，1971年7月21日—），捷克女子射箭运动员。她曾代表捷克参加2004年、2008年、2012年和2016年夏季残疾人奥林匹克运动会射箭比赛，获得一枚铜牌。